# Fogueiro

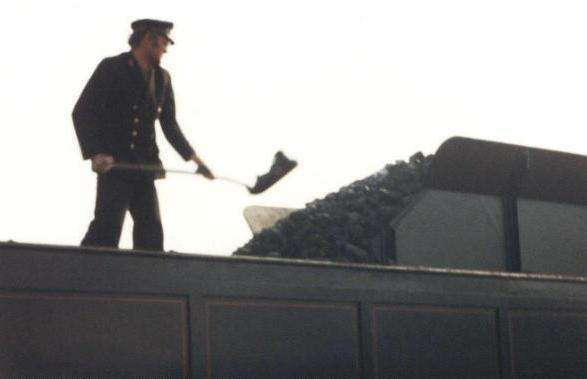
Fogueiro no tênder de um comboio a vapor.

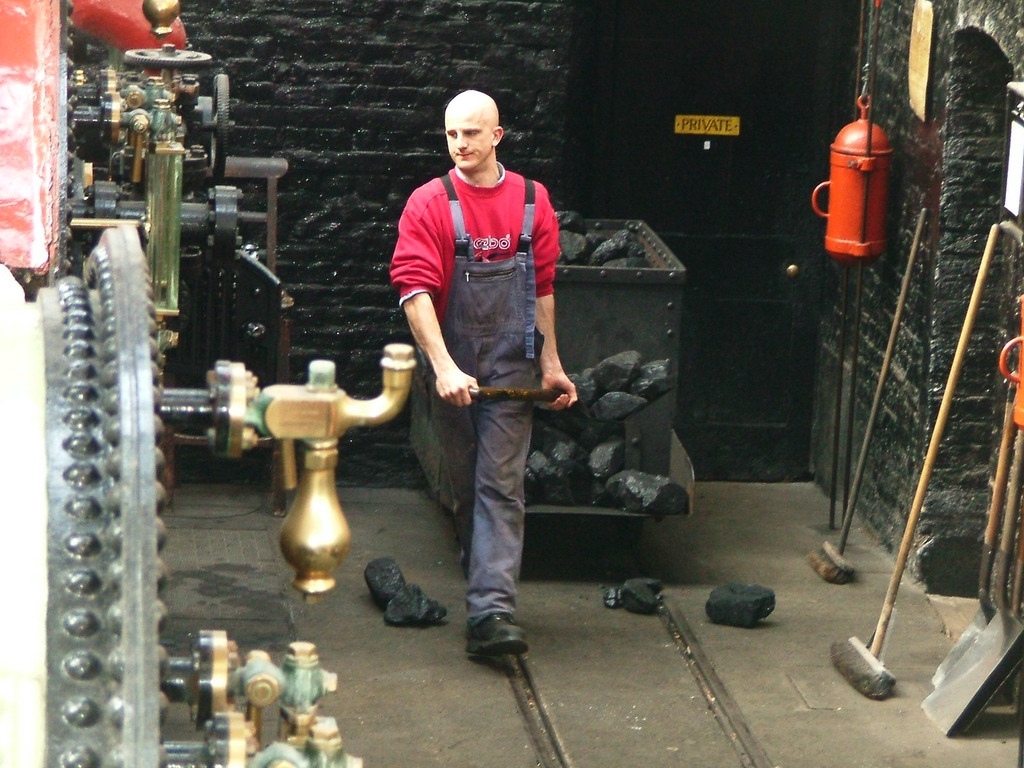
Um fogueiro a trabalhar numa instalação industrial a carvão.

Um fogueiro ou foguista é um profissional que opera caldeiras a vapor, conduzindo os fogos e executando a limpeza dos equipamentos.
Na época da propulsão a vapor, grande parte dos fogueiros eram empregues na marinha e nos transportes ferroviários. Hoje em dia, os fogueiros são, sobretudo, empregues em instalações industriais.

## Funções genéricas
Compete a um fogueiro operar, regular e vigiar o funcionamento de geradores a vapor, destinados ao fornecimento de força motriz ou ao aquecimento.
No âmbito das suas funções, um fogueiro acciona as válvulas ou outros dispositivos de regulação das caldeiras afim manter o nível de água conveniente, alimenta o depósito dos queimadores ou a fornalha com o combustível adequado, ativa e regula a chama de modo a obter água quente ou vapor; verifica se a temperatura e a pressão nas caldeiras não ultrapassam os níveis pré-estabelecidos; substitui os bicos dos queimadores sempre que necessário; procede à manutenção e limpeza dos equipamentos, comunica aos seus superiores a anomalias detetadas e preenche os relatórios e documentação de funcionamento dos equipamentos. No caso de caldeiras aquecidas a carvão, compete ainda ao fogueiro a remoção do carvão e cinzas da casa da caldeira.
A um fogueiro também pode competir a execução da função de azeitador, sendo então responsável pela lubrificação das máquinas.

## Marinha
Na marinha, os fogueiros pertenciam ao escalão de praças ou de marinhagem de máquinas. Normalmente, o acesso à categoria fazia-se a partir da categoria de chegador. Posteriormente, um fogueiro podia aceder às categorias de maquinista prático ou condutor de máquinas.
O quase desaparecimento da propulsão clássica a vapor nas embarcações, levou também ao quase desaparecimento da função de fogueiro. No entanto, por tradição, várias marinhas continuam a designar como "fogueiros" os seus marinheiros da especialidade de máquinas.
Em Portugal, a categoria de fogueiro era a mais elevada da marinhagem de máquinas da marinha mercante. Acediam à mesma, os profissionais habilitados com um curso de fogueiro da marinha mercante, depois de três anos de embarque como chegador ou aqueles que tivessem prestado serviço como chegadores da Armada. A categoria entrou em extinção a partir de 1989.
Na Marinha Portuguesa, a função de fogueiro era desempenhada pelos marinheiros e cabos fogueiros, sob a supervisão dos sargentos condutores de máquinas. Existiam os postos de segundo-fogueiro, de primeiro-fogueiro e de cabo fogueiro que correspondiam, respetivamente a segundo-marinheiro, primeiro-marinheiro e cabo de manobra. Os fogueiros eram auxiliados por chegadores equiparados a grumetes de manobra. Os postos de fogueiros foram mais tarde transformados em postos de fogueiros-motoristas dando, posteriormente origem às classes de Condutores de Máquinas e de Maquinistas Navais, hoje fundidas na Classe de Electromecânicos.
Na Marinha Mercante Brasileira, são designados "foguistas" os marinheiros de máquinas.

## Ferrovia
Nas locomotivas dos comboios/trens a vapor, os fogueiros são, normalmente responsáveis pela limpeza das cinzas e pós da caldeira, antes de acenderem o fogo, pelo enchimento da caldeira de água, pela verificação da existência de combustível suficiente a bordo antes do início da jornada, pelo acendimento do fogo, pelo aumento ou diminuição da intensidade do fogo de acordo com a potência necessária, pela lubrificação do equipamento e pelo desempenhar de outras tarefas que lhe sejam atribuídas pelo maquinista.

## Indústria
Na indústria, os fogueiros constituem os técnicos de operação de centrais de produção de vapor. Compete-lhes operar, monitorizar, manter e limpar as máquinas a vapor e caldeiras, bem como as bombas, compressores e outros equipamentos auxiliares, para fornecimento de vapor e energia a instalações e ferramentas pneumáticas.